# 小行星8182
小行星8182（英語：8182 Akita）是一颗绕太阳运转的小行星，为主小行星带小行星。箭内政之和渡边和郎于1992年10月1日在北見市共同发现了该小行星。该小行星以日本的一级行政区秋田县命名。

## 轨道参数
小行星8182的轨道半长轴为2.8795886 UA，离心率为0.085。
| 前一小行星： 小行星8181 | 小行星列表 | 後一小行星： 小行星8183 |